# Хосе Пой
Хосе Пой (ісп. José Poy, 11 квітня 1926, Росаріо — 8 лютого 1996, Сан-Паулу) — аргентинський футболіст, що грав на позиції воротаря, зокрема за бразильський «Сан-Паулу». По завершенні ігрової кар'єри — тренер, відомий роботою з бразильськими клубами.

## Ігрова кар'єра
У дорослому футболі дебютував 1944 року виступами за команду «Росаріо Сентраль», в якій провів три сезони, взявши участь лише у 8 матчах чемпіонату. Згодом протягом 1947 року грав за «Банфілд», в якому почав отримувати більше ігрового часу.
Того ж 1947 року реребрався до Бразилії, ставши гравцем «Сан-Паулу». Захищав кольори цього клубу протягом наступних 16 років, до завершення ігрової кар'єри у 1962. Був основним воротарем команди, яка за цей період чотири рази вигравала чемпіонат штату. Загалом відіграв 565	ігор у складі «Сан-Паулу».

## Кар'єра тренера
Завершивши ігрову кар'єру, залишився у Бразилії і вже 1964 року уперше очолив тренерський штаб «Сан-Паулу». Пізніше протягом 1970-х і початку 1980-х років ще чотири рази піднімався на тренерський місток цієї команди. Одного разу, у 1975 році, приводив її до перемоги у футбольній першості штату.
Згодом, у другій половині 1980-х і першій половині 1990-х тренував інші бразильські команди — «XV ді Жау» та «Португеза Деспортос».
Помер 8 лютого 1996 року на 70-му році життя в Сан-Паулу.

## Титули і досягнення

### Як гравця
- Переможець Ліги Пауліста (4):

«Сан-Паулу»: 1948, 1949, 1953, 1957

### Як тренера
- Переможець Ліги Пауліста (1):

«Сан-Паулу»: 1975